# 129
| [ Edytuj tabelę ] |                                                                    |
| Cesarz Chin       | - 125 Han Shundi 144                                               |
| Władca Korei      | - 53 T’aejodae 146                                                 |
| Papież            | - 125 Telesfor 136                                                 |
| Król Partów       | - 105 Wologazes III 147 - 109 Osroes I 129 - 129 Mitrydates IV 140 |
| Cesarz Rzymu      | - 117 Hadrian 138                                                  |

Rok 129 / CXXIX
stulecia: I wiek ~
II wiek ~
III wiek

lata: 119 «
124 «
125 «
126 «
127 «
128 «
129
» 130
» 131
» 132
» 133
» 134
» 139

## Wydarzenia
- Europa
  - zakończono budowę muru Hadriana, mającego chronić Rzymian w Brytanii przed najazdami Piktów.

## Urodzili się
- Galen – jeden z najwybitniejszych lekarzy starożytności

## Zmarli
- Osroes I, Król Partów
- Diogenes, Biskup Konstantynopola